# Roda Velha
Roda Velha é um distrito do município baiano de São Desidério, que fica a 120 quilômetros da sede. É conhecido por ser o maior produtor de algodão do país.